# Кјоца (Лука)
Кјоца је насеље у Италији у округу Лука, региону Тоскана.
Према процени из 2011. у насељу је живело 153 становника. Насеље се налази на надморској висини од 942 м.